# Jan Rubczak

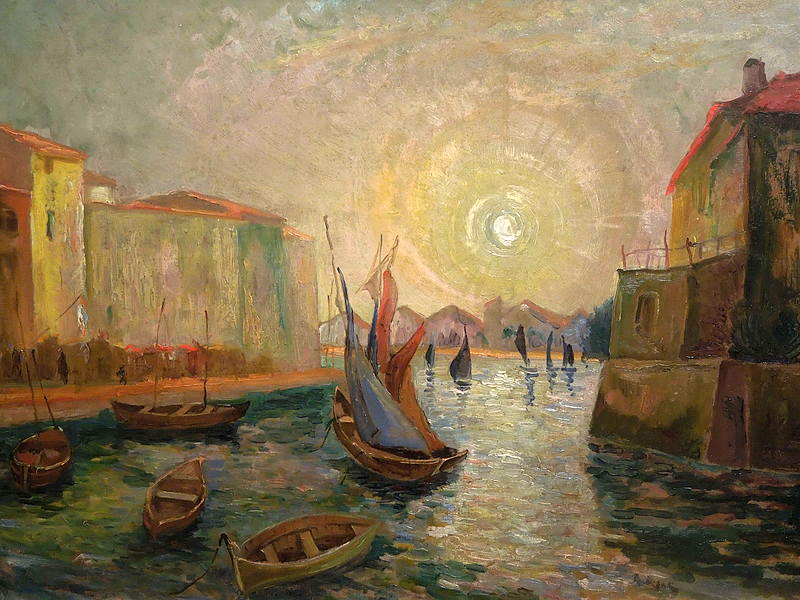
Jan Rubczak Widok miasta od strony morza

Jan Rubczak (ur. 18 stycznia 1884 w Stanisławowie, zm. 27 maja 1942 w KL Auschwitz) – polski malarz i grafik.

## Życiorys
W latach 1904–1911 studiował w Akademii Sztuk Pięknych w Krakowie pod kierunkiem Floriana Cynka i Józefa Pankiewicza, później w akademii sztuk graficznych w Lipsku i Académie Colarossi w Paryżu. W 1911 zamieszkał w Paryżu. Od 1917 prowadził w Paryżu własną szkołę graficzną, a od 1924 w Krakowie rozpoczął pracę pedagogiczną w Wolnej Szkole Malarstwa i Rysunku Ludwiki Mehofferowej. W latach 1931–1932 pełnił funkcję asystenta w katedrze grafiki ASP pod kierownictwem Jana Wojnarskiego. 
Twórczość Rubczaka pozostawała pod wpływem francuskiego postimpresjonizmu.
Był członkiem Towarzystwa Artystów Polskich w Paryżu, od 1915 był członkiem Polskiego Towarzystwa Literacko-Artystycznego. W 1925 był współzałożycielem Cechu Artystów Plastyków „Jednoróg”. W styczniu 1927 wszedł obok Wincentego Wodzinowskiego i Jerzego Winiarza do Komitetu Wykonawczego bojkotu Towarzystwa Przyjaciół Sztuk Pięknych w Krakowie przez środowisko ZPAP, Jednoroga i Towarzystwa Artystów Polskich „Sztuka”.
Podczas okupacji niemieckiej w trakcie II wojny światowej został aresztowany w Domu Plastyków w Krakowie przy ulicy Łobzowskiej, stamtąd przewieziony do więzienia przy ulicy Montelupich, a potem przetransportowany do obozu w Auschwitz-Birkenau. Tam został rozstrzelany 27 maja 1942 roku.